# Jenne
Jenne là một đô thị ở tỉnh Roma trong vùng Lazio, có cự ly khoảng 60 km về phía đông của Roma. Tại thời điểm ngày 31 tháng 12 năm 2004, đô thị này có dân số 460 người và diện tích là 31,5 km².
Jenne giáp các đô thị: Arcinazzo Romano, Subiaco, Trevi nel Lazio, Vallepietra.